# Юнацька збірна Фарерських островів з футболу (U-17)
Юнацька збірна Фарерських островів з футболу (U-17) — національна футбольна збірна Фарерських островів, що складається із гравців віком до 17 років. Керівництво командою здійснює Федерація футболу Фарерських островів. До зміни формату юнацьких чемпіонатів Європи у 2001 році функціонувала як збірна до 16 років.
Головним континентальним турніром для команди є Юнацький чемпіонат Європи з футболу (U-17), успішний виступ на якому дозволяє отримати путівку на Чемпіонат світу (U-17). Також може брати участь у товариських і регіональних змаганнях.

## Юнацький чемпіонат Європи (U-17)
| Рік    | Результат                | І                        | В                        | Н                        | П                        | Г+                       | Г-                       | РГ                       |                          |
| ------ | ------------------------ | ------------------------ | ------------------------ | ------------------------ | ------------------------ | ------------------------ | ------------------------ | ------------------------ | ------------------------ |
| 2002   |                          |                          |                          |                          |                          |                          |                          |                          |                          |
| 2003   | перший відбірковий раунд | перший відбірковий раунд | перший відбірковий раунд | перший відбірковий раунд | перший відбірковий раунд | перший відбірковий раунд | перший відбірковий раунд | перший відбірковий раунд | перший відбірковий раунд |
| 2004   | перший відбірковий раунд | перший відбірковий раунд | перший відбірковий раунд | перший відбірковий раунд | перший відбірковий раунд | перший відбірковий раунд | перший відбірковий раунд | перший відбірковий раунд | перший відбірковий раунд |
| 2005   | перший відбірковий раунд | перший відбірковий раунд | перший відбірковий раунд | перший відбірковий раунд | перший відбірковий раунд | перший відбірковий раунд | перший відбірковий раунд | перший відбірковий раунд | перший відбірковий раунд |
| 2006   | перший відбірковий раунд | перший відбірковий раунд | перший відбірковий раунд | перший відбірковий раунд | перший відбірковий раунд | перший відбірковий раунд | перший відбірковий раунд | перший відбірковий раунд | перший відбірковий раунд |
| 2007   | перший відбірковий раунд | перший відбірковий раунд | перший відбірковий раунд | перший відбірковий раунд | перший відбірковий раунд | перший відбірковий раунд | перший відбірковий раунд | перший відбірковий раунд | перший відбірковий раунд |
| 2008   | перший відбірковий раунд | перший відбірковий раунд | перший відбірковий раунд | перший відбірковий раунд | перший відбірковий раунд | перший відбірковий раунд | перший відбірковий раунд | перший відбірковий раунд | перший відбірковий раунд |
| 2009   | перший відбірковий раунд | перший відбірковий раунд | перший відбірковий раунд | перший відбірковий раунд | перший відбірковий раунд | перший відбірковий раунд | перший відбірковий раунд | перший відбірковий раунд | перший відбірковий раунд |
| 2010   | перший відбірковий раунд | перший відбірковий раунд | перший відбірковий раунд | перший відбірковий раунд | перший відбірковий раунд | перший відбірковий раунд | перший відбірковий раунд | перший відбірковий раунд | перший відбірковий раунд |
| 2011   | перший відбірковий раунд | перший відбірковий раунд | перший відбірковий раунд | перший відбірковий раунд | перший відбірковий раунд | перший відбірковий раунд | перший відбірковий раунд | перший відбірковий раунд | перший відбірковий раунд |
| 2012   | перший відбірковий раунд | перший відбірковий раунд | перший відбірковий раунд | перший відбірковий раунд | перший відбірковий раунд | перший відбірковий раунд | перший відбірковий раунд | перший відбірковий раунд | перший відбірковий раунд |
| 2013   | перший відбірковий раунд | перший відбірковий раунд | перший відбірковий раунд | перший відбірковий раунд | перший відбірковий раунд | перший відбірковий раунд | перший відбірковий раунд | перший відбірковий раунд | перший відбірковий раунд |
| 2014   | перший відбірковий раунд | перший відбірковий раунд | перший відбірковий раунд | перший відбірковий раунд | перший відбірковий раунд | перший відбірковий раунд | перший відбірковий раунд | перший відбірковий раунд | перший відбірковий раунд |
| 2015   | перший відбірковий раунд | перший відбірковий раунд | перший відбірковий раунд | перший відбірковий раунд | перший відбірковий раунд | перший відбірковий раунд | перший відбірковий раунд | перший відбірковий раунд | перший відбірковий раунд |
| 2016   | перший відбірковий раунд | перший відбірковий раунд | перший відбірковий раунд | перший відбірковий раунд | перший відбірковий раунд | перший відбірковий раунд | перший відбірковий раунд | перший відбірковий раунд | перший відбірковий раунд |
| 2017   | 16-е                     | 3                        | 0                        | 0                        | 3                        | 0                        | 13                       | -13                      |                          |
| 2018   | перший відбірковий раунд | перший відбірковий раунд | перший відбірковий раунд | перший відбірковий раунд | перший відбірковий раунд | перший відбірковий раунд | перший відбірковий раунд | перший відбірковий раунд | перший відбірковий раунд |
| Усього | 1/36                     | 3                        | 0                        | 0                        | 3                        | 0                        | 13                       | -13                      |                          |